# セントラルヘリコプターサービス
セントラルヘリコプターサービス株式会社（Central Helicopter Service, Ltd. ）は、ヘリコプターによる運送事業、およびヘリコプターの整備、操縦士養成等の事業を行う朝日航洋傘下の会社である。

## 概要
2007年に朝日航洋が株式を取得する以前は、川崎重工業の100%子会社であった。2013年現在も、川崎重工とMBB社（現エアバス・ヘリコプターズ社）共同開発のBK117型機の操縦士・整備士の限定訓練事業を行っている。
売上構成は、ヘリコプター運航事業39%、ヘリコプター修理及び部品販売等35%、陸上貨物運送業等21%、ヘリコプター操縦士・整備士の養成事業4%、その他1%となっている（2006年11月現在では陸上貨物運送は行なっていない）。

## 沿革
- 1967年3月 エアーリフト株式会社設立。（本社：東京都中央区）
- 1971年11月 本社を東京都中央区から岐阜県各務原市へ移転。
- 1992年10月 カワサキヘリコプタシステム株式会社に名称変更。整備修理事業を開始。
- 1993年4月 操縦士、整備士の教育事業を開始。
- 2005年11月7日 トヨタ自動車子会社の朝日航洋に買収されることが発表される。
- 2007年3月末日 85%の株式を朝日航洋が取得し、朝日航洋のグループ会社となる。
  - 9月 セントラルヘリコプターサービス株式会社に商号変更。

## 事業内容

### ヘリコプター運航事業
貨物輸送事業、チャーター旅客便事業、自治体が運営する行政・防災ヘリコプターの運航受託を行っている。

#### 定期旅客便の運航
1994年5月18日から神戸ヘリポート（ポートアイランド）、但馬飛行場、湯村温泉ヘリポート間の定期便と臨時便、および神戸ポートアイランド - 播磨ヘリポート間の臨時便を運航していたが、神戸ポートアイランド - 但馬飛行場間の搭乗率は運休前の3年間は1999年度は約25%、2000年度は約32%、2002年度は約25%となり兵庫県の市町村振興の予算から経費の赤字分の補てんを受ける状態であったため、2002年3月31日の運航をもって運休した。使用機材はカワサキBK-117B-1型。

### 消防防災ヘリ運航受託
都道府県が運用する消防防災ヘリコプターの運航受託を行う。
- 岐阜県防災航空隊（岐阜県防災航空センター） - 「若鮎I」（BK117C-2）のみ受託
- 福井県防災航空隊（福井空港）
- 島根県防災航空隊（出雲空港）

### ドクターヘリ運航受託

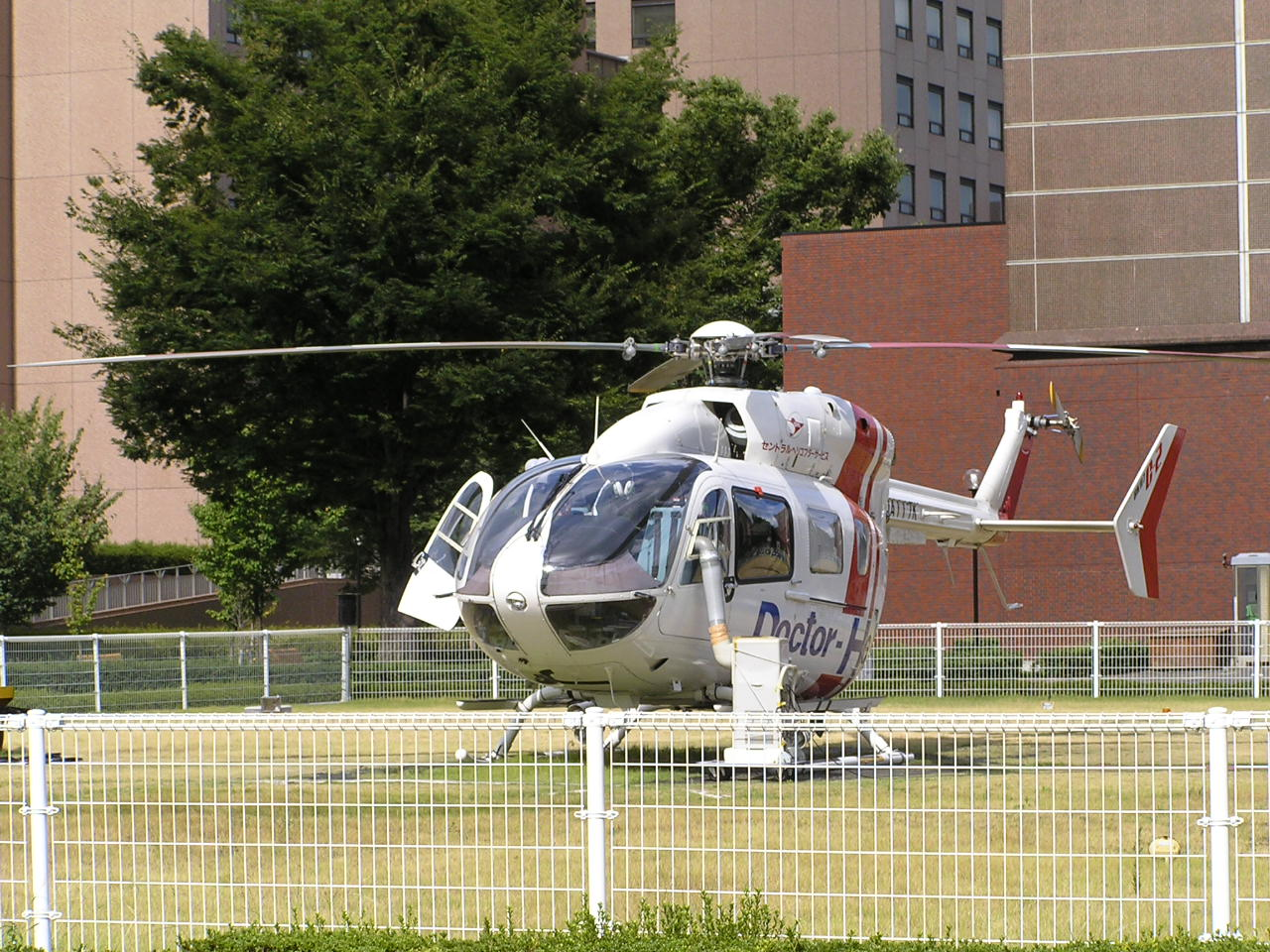
ドクターヘリ(BK117)

救急病院などが運営するドクターヘリの運航受託を行っている。
- 川崎医科大学付属病院（岡山） BK117C2型
- 順天堂大学医学部附属静岡病院（静岡東部）
- 島根県立中央病院（島根）
- 岐阜大学医学部附属病院（岐阜）
- 福井県立病院（福井）

### パイロット養成
教育訓練部門があり、事業用操縦士及び整備士向けに川崎式BK117型回転翼航空機を対象にした、限定訓練を実施している。現在までに数百名のBKパイロット及び1等航空整備士を輩出している。

#### 操縦士
- BK117限定変更コース（事業用操縦士免許取得者対象）
- 計器飛行証明コース
- BK117C-2型転換訓練コース

#### 整備士
- BK117一等航空整備士コース（一・二等航空整備士免許取得者対象）
- BK117整備士慣熟訓練コース
- BK117C-2型転換訓練コース

#### その他
- 防災隊員研修コース
- 5日間コース 
  - 航空工学概要
  - 航空気象概要
  - 航空法概要

## メディア
- 水曜どうでしょうサイコロ3（後編）第二夜　1997年5月14日放送分　北海道テレビ放送制作[3]
  - 1997年3月8日14時神戸ヘリポート発、但馬飛行場経由、湯村温泉ヘリポート行きの定期便に搭乗。